# Улица Титова (Екатеринбург)
У́лица Тито́ва — магистральная улица в жилом районе «Вторчермет» Чкаловского административного района Екатеринбурга.

## Происхождение и история названий
На плане Свердловска 1947 года обозначена под названием Водопроводная улица. Своё современное название улица получила 18 сентября 1961 года по решению свердловского горисполкома в честь космонавта Германа Степановича Титова.

## Расположение и благоустройство
Улица Титова идёт с северо-северо-запада на юго-юго-восток параллельно улице Патриса Лумумбы. Начинается от Рижского переулка и заканчивается у улицы Санаторной. Слева на улицу выходит улица Монтёрская, справа улицы Военная, Братская, Сухоложская и Ферганская, переулки Сызранский и Ремесленный. Протяжённость улицы составляет около 1900 метров. Ширина проезжей части в среднем — около 15 м (по две полосы в каждую сторону движения).
На протяжении улицы имеются шесть светофоров, нерегулируемых пешеходных переходов не имеется. С обеих сторон улица оборудована тротуарами. Вдоль чётной стороны улицы проходят трамвайные пути. Вдоль большей части нечётной стороны улицы располагается промзона — Свердловский завод РТИ, Мясокомбинат, Жиркомбинат.

## История
Улица возникла на отрезке старинного Елизаветинского тракта между пер. Рижским и ул. Санаторной. Возникновение улицы было связано со строительством здесь перед войной Мясокомбината и посёлка Мясохладстроя, а в годы Великой Отечественной войны заводов РТИ и «Вторчермет» и рабочего посёлка при нём. Улица фиксируется планом Свердловска 1947 года, на нём показана застройка улицы между Военной улицей и Рижским переулком. В 1960—1980-х годах улица была застроена средне- и многоэтажными домами типовых серий.

## Транспорт
- Остановка «Рижский переулок»:

Автобус: № 9, 11, 11М, 12, 26, 42, 57, 57А;
Трамвай: № 1, 9, 14, 15, 25, 27, 34;
Маршрутное такси: № 016, 018, 019, 042, 077.
- Остановка «Военная» и «Завод РТИ» (находятся рядом):

Автобус: № 9, 11, 11М, 12, 26, 42, 57, 57А;
Трамвай: № 1, 9, 14, 15, 25, 27, 34;
Маршрутное такси: № 016, 018, 019, 042, 077.
- Остановка «Братская»:

Трамвай: № 1, 9, 14, 15, 25, 27, 34;
- Остановка «Сухоложская»:

Автобус: № 9, 11, 11М, 12, 42, 57, 57А;
Трамвай: № 1, 9, 14, 15, 25, 27, 34;
Маршрутное такси: № 016, 019, 042, 077.
- Остановка «Вторчермет»:

Автобус: № 9, 11, 11М, 12, 42, 57, 57А;
Трамвай: № 1, 15;
Маршрутное такси: № 016, 019, 042, 077.

### Ближайшие станции метро
Действующих станций метро не имеется. Строительство новых станций не запланировано.